# Bovril
Bovril es una marca registrada que da nombre a un extracto salado de carne de vaca. Suele venderse en un tarro distintivo, con forma de bulbo. Puede también ser utilizada como condimento para sopas, guisados o gachas, o simplemente untado sobre el pan, especialmente en tostadas. Bovril es propiedad de Unilever UK. Su sabor no es muy distinto del Marmite.

## Etimología
El nombre, como muchas de las marcas registradas de fines del siglo XIX y a principios de 
siglo XX, viene (parcialmente) del latín, bos (gen. bovis que significa “buey” o “toro/vaca”) la terminación vril proviene del nombre inventado por el escritor de la década de 1870 Bulwer-Lytton que popularizó una novela “The Coming Race” sobre una raza humanoide subterránea que tenía un control mental, y unas energías devastadoras debido a un líquido que les proporcionaba la energía, y que se denominaba Vril.

## Historia
En 1870–1871, durante la guerra contra Alemania, Napoleón III comprobó que sus ejércitos no podrían “avanzar con los estómagos vacíos” y por lo tanto pidió un millón de latas de carne de vaca para alimentar a sus tropas muertas de hambre. La tarea de proporcionar toda esta carne de vaca fue delegada sobre el escocés John Lawson Johnston. Desafortunadamente, Gran Bretaña no tenía una cantidad de carne de vaca tan grande como para satisfacer la demanda de los franceses y de esta forma Johnston creó un producto conocido como “carne de vaca fluida de Johnston” (que es el Bovril primigenio). Ya en el año 1888 existía una gran producción de tal forma que 3000 tiendas, pubs, farmacias, etc vendían unidades de Bovril. 
En 1889 se fundó el "Bovril Company" y de esta forma se hicieron populares de forma inmediata los gustos de buey procedentes de Bovril, seguidos por la gama de “rey Beef” con sabores especiales para los guisados, las cazuelas y las salsas en 1971.
Bovril continuó funcionando como un “alimento de la guerra” en la Primera Guerra Mundial. Como bebida se hizo popular cuando se mezclaba con el agua caliente y le daba sabor a vaca. Durante este periodo ayudó a sostener bien alimentados a los conductores femeninos de las ambulancias a través de sus años del áspero servicio voluntario. Bovril fue envasado en Argentina y en la época del imperio de Bovril, la compañía poseía ranchos completos en ese país que eran equivalentes de tamaño a la mitad de Inglaterra y mantenía cerca 1.5 millones cabezas de ganado.

## Tipos de tarros
Los tarros suelen ser diferentes pero tienen como color destacado el color rojo, excepto la versión nueva de pollo que es amarilla. Los tarros se distribuyen con las siguientes características:
- Bovril 125g
- Bovril 250g
- Bovril 500g
- Bovril 125g (Pollo) El envase es de color amarillo.
- Bovril cubes (12x71g)

## Receta
En noviembre de 2004 los fabricantes Unilever anunciaron que la composición de Bovril iba a cambiar de la carne de vaca al extracto de levadura, con la esperanza de aliviar miedos de Encefalopatía espongiforme bovina (BSE), y hacer igualmente el producto conveniente para vegetarianos y veganos. Se hicieron pruebas de sabor a un rango de personas y se obtuvo el siguiente resultado: el 10% no notaron ninguna diferencia en gusto, el 40% prefirieron la original y el 50% prefirieron el producto nuevo.
Los fabricantes estaban esperanzados en el aumento de exportaciones a los países asiáticos, por ejemplo Malasia, y sobre todo a musulmanes en donde el gobierno llegaba a ser restrictivo mirando el extracto de carne no-halal. Cambiando Bovril a una base de extracto de levadura esperaba aumentar ventas en estos países, en donde la gente goza de Bovril revuelto en el café y en las gachas de avena. 
La retirada de la carne de vaca de la receta en 2004 no estaba siendo tan crítica, aunque había muchos consumidores que se quejaban de que la nueva variante no era igual y que tenía una sensación diferente en la boca. Se presionó a Unilever para que sacara el producto con la vieja fórmula basada en el extracto de la carne de vaca. Finalmente el extracto de la carne de vaca fue reintroducido posteriormente como ingrediente dominante de Bovril en 2006, después de que la Unión Europea levantase su prohibición a los productos de la carne de vaca de Gran Bretaña.

## Contenido Nutricional
Los tarros contienen información sobre el contenido de "Bovril el extracto original de buey"; ingredientes: concentrado de buey (43%), extracto de levadura (24%), sal, caramelo, almidón de maíz, buey deshidratado (1,3%), potenciador del sabor (5 ribonucleótido sódico), ácido láctico, niacina, tiamina, riboflavina, ácido fólico, extractos de especies (con apio), vitamina B12.
|                          | en 100g              | en porción de 12g (Cantidad recomendada) |
| ------------------------ | -------------------- | ---------------------------------------- |
| Energía                  | 782kJ/184kcal        | 94kJ/22kcal                              |
| Proteína                 | 38,9 g               | 4,7 g                                    |
| Hidratos de carbono      | 4,6g                 | 0,6 g                                    |
| [de los cuales azúcares] | 1,6 g                | 0,2 g                                    |
| Grasa                    | 1,2 g                | 0,1 g                                    |
| de las cuales saturadas  | 0,1                  | trazas                                   |
| Fibra dietética          | 0,1 g                | trazas                                   |
| Tiamina                  | 7,9 mg (564% RDA)    | 0,9 mg (68% RDA)                         |
| Riboflavina              | 9,2 mg (575% RDA     | 1,1 mg (69% RDA)                         |
| Niacina                  | 90,0 mg (500% RDA)   | 10,8 mg (60% RDA)                        |
| Ácido fólico             | 833,0 mcg (417% RDA) | 100,0 mcg (50% RDA)                      |
| Vitamina B12             | 4,2 mcg (420% RDA)   | 0,5 mcg (50% RDA)                        |